# Amadeus III van Savoye
Amadeus III van Savoye (Carignano, circa 1095 – Nicosia, april 1148) was van 1103 tot aan zijn dood graaf van Savoye en Maurienne. Hij behoorde tot het huis Savoye.

## Levensloop
Amadeus III was de zoon van graaf Humbert II van Savoye en diens echtgenote Gisela, dochter van graaf Willem I van Bourgondië. In 1103 volgde hij zijn vader op als graaf van Savoye. Amadeus had nogal de gewoonte om zijn titels te overdrijven: hij claimde namelijk hertog van Lombardije, hertog van Bourgondië, hertog van Chablais en vicaris van het Heilige Roomse Rijk te zijn. Deze laatste titel had zijn vader gekregen van keizer Hendrik IV.
Tijdens zijn bewind hielp hij de Abdij van Sint-Mauritius restaureren, waar vroeger de koningen van Bourgondië werden gekroond en waar Amadeus III tot 1147 de abt van was. Hij stichtte bovendien de Sint-Sulpiciusabdij in Bugey, de Abdij van Tamié in het Baugesmassief en de Abdij van Hautecombe aan het Meer van Le Bourget.
In 1128 breidde Amadeus zijn gebied, bekend als het Oude Chablais, uit door de regio tussen de Arve en de Dranse te annexeren. Deze regio werd het Nieuwe Chablais genoemd en had als hoofdstad Sint-Maurice. Ondanks zijn huwelijk met Mahaut van Albon vocht hij nog steeds met zijn schoonbroer Guigo IV, die in 1142 in de slag bij Montmélian sneuvelde. Daarna wilde koning Lodewijk VII van Frankrijk, zoon van Amadeus' zus Adelheid, Amadeus III confisqueren. Uiteindelijk kon Amadeus zijn gebieden redden door zijn belofte om deel te nemen aan Lodewijks geplande kruistocht.

## Kruistocht
In 1147 begeleidde hij zijn neef Lodewijk VII en diens echtgenote Eleonora van Aquitanië bij de Tweede Kruistocht. Hij financierde de kruistocht met een lening van de Abdij van Sint-Mauritius. In zijn gezelschap bevonden hij heel wat edelen van Savoye. Hij reisde via het zuiden van Italië naar Brindisi, stak de zee over naar Durazzo en marcheerde via de Via Egnatia naar Constantinopel, waar hij Lodewijk VII eind 1147 ontmoette. Na de oversteek naar Anatolië en nabij Laodicea raakten de troepen van Lodewijk VII en Amadeus III gescheiden, waarbij een groot deel van de troepen van Lodewijk werden vernietigd.
Tijdens het marcheren naar Adalia beslisten Lodewijk, Amadeus en de edelen om per schip terug te varen naar Antiochië. Tijdens de reis werd Amadeus III op Cyprus ziek en in april 1148 stierf hij in Nicosia. Hij werd begraven in de Heilige Kruiskerk van de stad en als graaf van Savoye opgevolgd door zijn zoon Humbert III.

## Huwelijken en nakomelingen
Amadeus III had eerst gehuwd met een vrouw genaamd Adelheid. Ze kregen een dochter:
- Adelheid, huwde met graaf Humbert III van Beaujeu

Na de dood van zijn eerste echtgenote hertrouwde hij in 1123 met Mahaut van Albon (1112-1148), dochter van graaf Guigo III van Albon. Ze kregen negen kinderen:
- Mathilde (1125-1157), huwde in 1146 met koning Alfons I van Portugal
- Agnes (1125-1172), huwde met graaf Willem I van Genève
- Humbert III (1135-1188), graaf van Savoye
- Jan
- Peter
- Willem
- Margaretha (overleden in 1157), zuster in Bugey
- Isabella
- Juliana (overleden in 1194), abdis in Saint André-le-Haut

## Voorouders
| Voorouders van Amadeus III van Savoye (1095-1148) | Voorouders van Amadeus III van Savoye (1095-1148)                     | Voorouders van Amadeus III van Savoye (1095-1148)                     | Voorouders van Amadeus III van Savoye (1095-1148)                     | Voorouders van Amadeus III van Savoye (1095-1148)                     | Voorouders van Amadeus III van Savoye (1095-1148)                        | Voorouders van Amadeus III van Savoye (1095-1148)                        | Voorouders van Amadeus III van Savoye (1095-1148)                     | Voorouders van Amadeus III van Savoye (1095-1148)                     |
| ------------------------------------------------- | --------------------------------------------------------------------- | --------------------------------------------------------------------- | --------------------------------------------------------------------- | --------------------------------------------------------------------- | ------------------------------------------------------------------------ | ------------------------------------------------------------------------ | --------------------------------------------------------------------- | --------------------------------------------------------------------- |
| Overgrootouders                                   | Otto van Savoye (1021-1059) ∞ Adelheid van Susa (1014/20-1091)        | Otto van Savoye (1021-1059) ∞ Adelheid van Susa (1014/20-1091)        | Gerold I van Genève (990-1023) ∞ Bertha van Vlaanderen? (-)           | Gerold I van Genève (990-1023) ∞ Bertha van Vlaanderen? (-)           | Reinoud I van Bourgondië (986-1057) ∞ Adelheid van Normandië (1005-1038) | Reinoud I van Bourgondië (986-1057) ∞ Adelheid van Normandië (1005-1038) | ? (-) ∞ ? (-)                                                         | ? (-) ∞ ? (-)                                                         |
| Grootouders                                       | Amadeus II van Savoye (1048-1080) ∞ Johanna van Genève                | Amadeus II van Savoye (1048-1080) ∞ Johanna van Genève                | Amadeus II van Savoye (1048-1080) ∞ Johanna van Genève                | Amadeus II van Savoye (1048-1080) ∞ Johanna van Genève                | Willem I van Bourgondië (1020-1087) ∞ Stephania van Longwy-Metz (-)      | Willem I van Bourgondië (1020-1087) ∞ Stephania van Longwy-Metz (-)      | Willem I van Bourgondië (1020-1087) ∞ Stephania van Longwy-Metz (-)   | Willem I van Bourgondië (1020-1087) ∞ Stephania van Longwy-Metz (-)   |
| Ouders                                            | Humbert II van Savoye (1072-1103) ∞ Gisela van Bourgondië (1075-1133) | Humbert II van Savoye (1072-1103) ∞ Gisela van Bourgondië (1075-1133) | Humbert II van Savoye (1072-1103) ∞ Gisela van Bourgondië (1075-1133) | Humbert II van Savoye (1072-1103) ∞ Gisela van Bourgondië (1075-1133) | Humbert II van Savoye (1072-1103) ∞ Gisela van Bourgondië (1075-1133)    | Humbert II van Savoye (1072-1103) ∞ Gisela van Bourgondië (1075-1133)    | Humbert II van Savoye (1072-1103) ∞ Gisela van Bourgondië (1075-1133) | Humbert II van Savoye (1072-1103) ∞ Gisela van Bourgondië (1075-1133) |